# La Gleize
La Gleize is een dorpje in de Belgische provincie Luik en een deelgemeente van Stoumont. Op het grondgebied liggen nog verschillende gehuchten en dorpjes verspreid, onder meer Cheneux en Moulin-du-Ruy (beide met hun eigen kerkje), Monceau, La Venne, Borgoumont, Cour, Roanne, Heilrimont, Egbômont, Ruy en Andrimont. Door La Gleize stroomt de Amblève.

## Demografische ontwikkeling
- Bronnen:NIS, Opm:1831 tot en met 1970=volkstellingen, 1976= inwoneraantal op 31 december

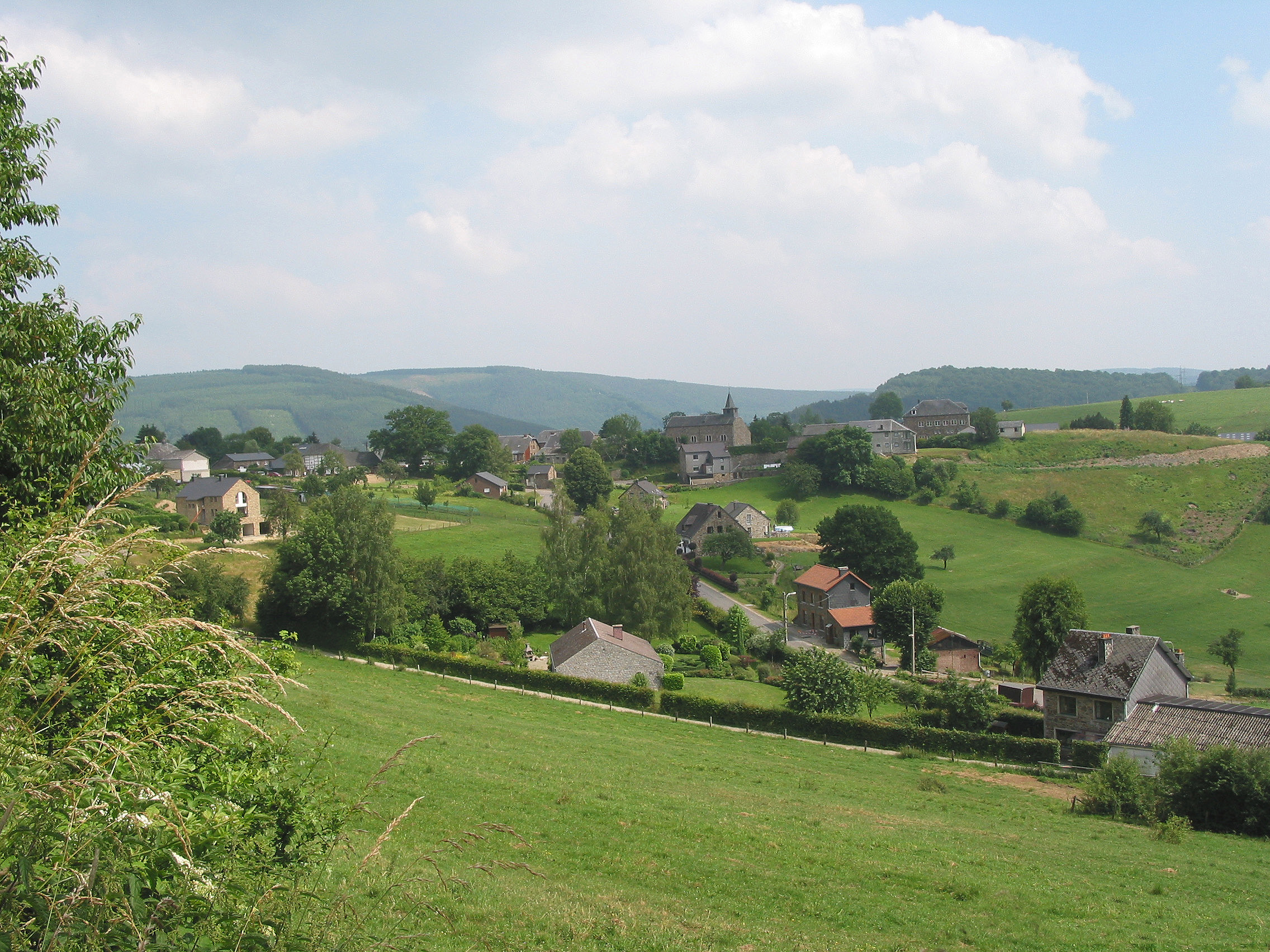
Zicht op La Gleize

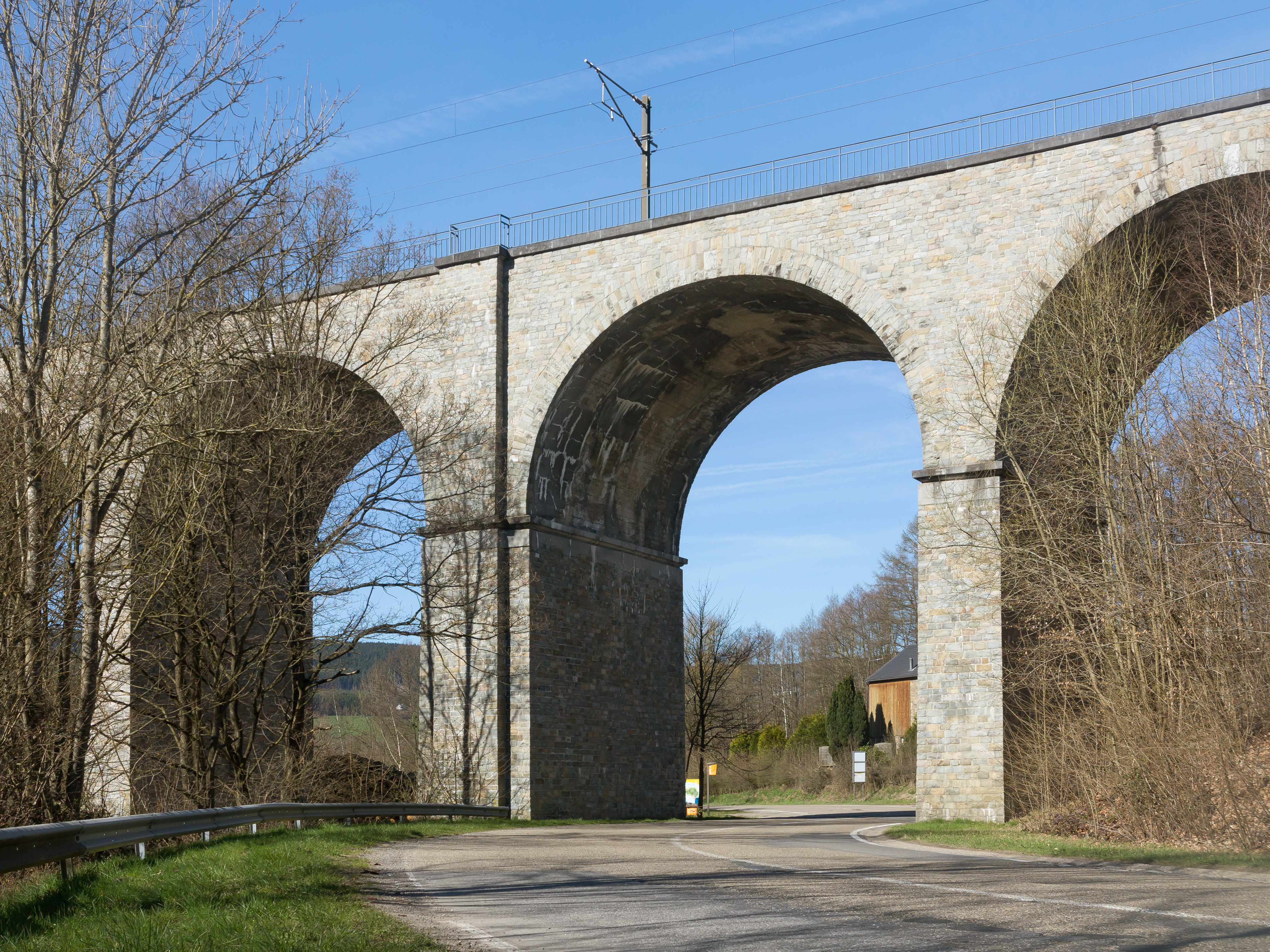
Spoorviaduct bij La Gleize

## Slag om de Ardennen
Kampfgruppe Peiper werd bij La Gleize tijdens het Ardennenoffensief door de Amerikanen tot terugtrekken gedwongen. De 800 Duitse soldaten lieten zo'n 135 voertuigen achter. Daaronder was een Tiger II-tank die nu opgesteld staat voor het herdenkingsmuseum. De Duitsers vluchtten te voet over de Amblève de bossen in. Ze trokken langs kleine bospaden, vooral 's nachts, door de Amerikaanse linies om daarna de Salm over te steken en zich bij de eigen linie te voegen. Dezelfde soldaten werden later nog ingezet tijdens de Slag om Bastenaken.

## Bezienswaardigheden
- Église de l'Assomption de la Vierge in La Gleize
- Église Saint-Lambert in Cheneux
- Église Saint-Eustache in Moulin du Ruy
- Sint-Annakapel, halverwege de weg naar Stoumont
- Tankmonument
- Museum December 1944 is gewijd aan het Ardennenoffensief
- Een aantal hoeves zijn beschermd monument